# Округ Гилијам (Орегон)
Гилијам (енгл. Gilliam County) је округ у америчкој савезној држави Орегон.

## Демографија
По попису из 2010. године број становника је 1.871, што је 44 (-2,3%) становника мање него 2000. године.
| Група             | 2000.         | 2010.         |
| Белци             | 1.839 (96,0%) | 1.725 (92,2%) |
| Афроамериканци    | 3 (0,2%)      | 3 (0,2%)      |
| Азијати           | 3 (0,2%)      | 3 (0,2%)      |
| Хиспаноамериканци | 35 (1,8%)     | 88 (4,7%)     |
| Укупно            | 1.915         | 1.871         |